# Konferenz von Vilnius

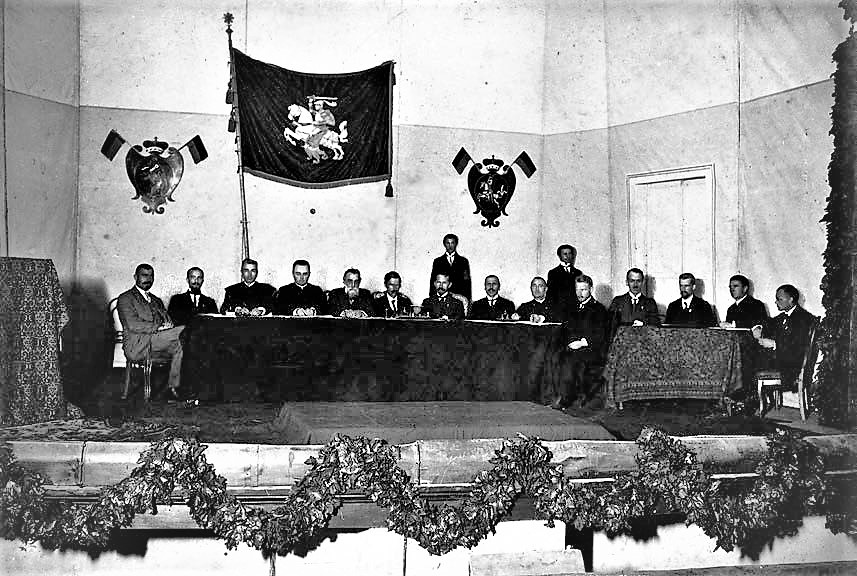
Präsidium und Sekretariat der Konferenz von Vilnius. Die Halle war mit kleinen zweifarbigen (rot und grün) Fähnchen geschmückt (vier sind auf dem Bild zu sehen). Dies war einer der Vorschläge für die Flagge Litauens. Die Delegierten entschieden, dass es zu dunkel und düster war, und schließlich wurde ein gelber Streifen hinzugefügt.

Die Konferenz von Vilnius (litauisch: Vilniaus konferencija) oder Vilnius-Nationalkonferenz trat zwischen dem 18. September 1917 und dem 22. September 1917 in Vilnius zusammen und begann mit dem Prozess der Gründung eines litauischen Staates auf der Grundlage ethnischer Identität und Sprache, der vom Russischen Kaiserreich, Polen, unabhängig sein würde, und das Deutsche Kaiserreich. Es wählte einen zwanzigköpfigen Lietuvos Taryba, der mit der Aufgabe betraut wurde, ein unabhängiges Litauen zu erklären und wiederherzustellen. In der Hoffnung, den Willen des litauischen Volkes zum Ausdruck zu bringen, verlieh die Konferenz dem Rat und seinen Beschlüssen Rechtskraft. Während die Konferenz die grundlegenden Leitprinzipien der litauischen Unabhängigkeit festlegte, übertrug sie alle Fragen der politischen Struktur des zukünftigen Litauens auf die Verfassunggebende Versammlung (litauisch: Steigiamasis Seimas), die später auf demokratische Weise gewählt werden sollte.